# Gongnaisi He
Gongnaisi He (kinesiska: 巩乃斯河) är ett vattendrag i Kina. Det ligger i den autonoma regionen Xinjiang, i den nordvästra delen av landet, omkring 410 kilometer väster om regionhuvudstaden Ürümqi.
Genomsnittlig årsnederbörd är 350 millimeter. Den regnigaste månaden är juni, med i genomsnitt 53 mm nederbörd, och den torraste är mars, med 8 mm nederbörd.